# Dawid Kupczyk
Dawid Kupczyk (ur. 10 maja 1977 w Jeleniej Górze) – polski bobsleista, pięciokrotny olimpijczyk, syn Andrzeja, czołowego polskiego średniodystansowca, finalisty olimpijskiego.
Absolwent Szkoły Mistrzostwa Sportowego w Karpaczu (1996), student wrocławskiej AWF. W 1990 roku został lekkoatletą (w 1994 zdobył srebrny medal mistrzostw Polski kadetów w biegu na 400 metrów przez płotki), a od 1997 bobsleistą W 1998 roku uzyskał awans do polskiej czołówki i możliwość reprezentowania barw narodowych na igrzyskach olimpijskich w Nagano (1998). Na igrzyskach w Nagano razem z Tomaszem Żyłą Krzysztofem Sieńko oraz Tomaszem Gatką zajął 22. miejsce. Na kolejnych igrzyskach w Salt Lake City w (2002) roku w tym samym składzie zajął 18 pozycję. Od sezonu 2002/2003 był pierwszym pilotem czwórki i dwójki. Jego pierwszymi trenerami byli Andrzej Żyła i Andrzej Kupczyk. W sezonie 2002/2003 zajął trzecie miejsce w Pucharze Europy w Königssee w dwójkach razem z Marcinem Płachetą. Podczas mistrzostw świata juniorów został wicemistrzem świata w dwójkach razem z Marcinem Płachetą. W czwórkach razem z Marcinem Płachetą Piotrem Drozdem i Mariuszem Latkowskim zajął czwarte miejsce. Obecnie mieszka w Kowarach. Podczas 22. Zimowych Igrzysk Olimpijskich w Soczi pełnił rolę chorążego w polskiej reprezentacji.